# プラッツ大泉
プラッツ大泉（プラッツおおいずみ）は、東京都練馬区東大泉の東映東京撮影所敷地内にあるショッピングセンターである。1983年（昭和58年）4月23日開業。
最寄り駅は西武池袋線大泉学園駅と石神井公園駅だが、いずれの駅からも約1km程度離れている。いずれも西武バスで、大泉学園北口なら和光市駅南口行きなど、石神井公園駅北口なら石神井循環もしくは成増駅行きバスを利用すると東映撮影所前停留所まで数分である。#交通アクセス

店舗前の道路「東映通り」を挟んで向かいにあるシネマコンプレックス、飲食店などからなる複合施設「OZ STUDIO CITY」と対をなしている。施設はティ・ジョイと西武リアルティソリューションズが共同運営している。

## 概要
1983年（昭和58年）4月23日、東映東京撮影所のオープンセット跡地に開業した。オープンセレモニーには東映側から岡田茂、西友側から堤清二が出席した。東映の社史に開店初日は7万人、同年4月29日には11万人の来客があったと記述されている。
1980年代のセゾングループによる特徴的な建築デザインは当時から高く評価され、開業翌年の1984年（昭和59年）に商業空間デザイン賞、照明学会賞を受賞した。前面のシースルーエスカレーターが目立つ店舗は地域のランドマークともなっており、テレビドラマの撮影などにも使用されている。
核店舗であるリヴィンオズ大泉店は、ショッピングセンター開業と同時に西友オズ大泉店として開業。その後オズ大泉西武店（西武百貨店の意匠を利用した西友の百貨店型大型店舗）の名称を経て、現在のリヴィンオズ大泉店となっている。
西武百貨店池袋店などで開講していたカルチャーセンター「西武コミュニティカレッジ」を、オズ大泉店でも開業以来「西友コミュニティ・カレッジ大泉」として開講してきた。コミュニティカレッジの受講者向けに、大泉学園駅北口から無料シャトルバスが運行されていた。シャトルバスは西武総合企画大泉営業所が運行受託しており、ライオンズカラーの日産・シビリアンが使用されていた。2009年（平成21年）12月31日をもってコミュニティカレッジは終了となり、無料シャトルバスも同日廃止された。

## 歴史
1971年8月、大川博初代東映社長の逝去で、同月に二代目東映社長に就任した岡田茂は、非効率な京都（東映京都撮影所）と東京（東映東京撮影所）のどちらかの撮影所を潰すという考えを持った。就任以降、事業多角化を推進し、京都撮影所に1975年開村した東映太秦映画村は軌道に乗り、一方の東京撮影所の有効利用として推進されたのが本プロジェクトの始まりである。西友サイドから岡田社長に「西武線沿線で随一のものを作りたい」と打診があり、1975年から構想が練られ、1978年春に岡田が堤清二西武百貨店社長に会い、二人で原則的な方向を決めた。東京撮影所の遊んでいる5,500坪を使い3ー4階建てのビルを建て、メインテナントとして西友ストアを誘致し、残りを東映として何をやるかプランニングを実施したが、地域住民とのコンセンサスがないと成り立たないため、慎重に取り組んだ。岡田は「活動屋というのは10円、20円の儲けを地道に積み重ねていくといったことをするのが一番苦手な人種だ」と話し、それまでのどんぶり勘定の映画事業とは全く違う商売に関わる社員には丁稚奉公を命じ、ノウハウを吸収させた。当時渋谷の東急ハンズがよく繁盛し、東宝が手掛けた日曜大工センターも売上げを伸ばしていたことから、社員から同種の商売をやらせて欲しいと要望があったが、岡田が「シロウトが取り組んでも成功しない」と極端に映像事業とは離れるアイデアは却下させた。岡田は同姓同名の岡田茂三越社長と仲がよく、ボウリング場の転用などで岡田三越社長から流通に関するアドバイスをいろいろ受けていた。
東映東京撮影所は東映としてスタートして1981年までに900本近い劇場用映画が撮影されたが、1960年、61年頃が最盛期でこれを境に製作本数も減る一方で、1981年に同所で撮影された映画は僅か5本。最盛期に作られたセットは時代遅れで無用の長物になっていた。
正式に商業施設のキーテナントとして西友が決定したとマスメディアに発表されたのは、1978年8月22日に銀座の東映本社会議室であった記者会見の席上で、岡田東映社長が2時間も熱弁をふるった。『宇宙からのメッセージ』の海外での成功の自慢話と、石森章太郎や松本零士ら外部顧問を招聘して、こども向け事業の総合的な展開計画の構想と合わせ、本建設計画について詳細を説明した。このときの発表では「映画業界の構造変化に対応し、東京撮影所の資産と人材の有効活用を図るとともに、将来の多角的な事業展開の拠点を確立すべく、同撮影所の一部を開発し、ウチが永年培ってきた企画・演出力をフルに生かし、近年開発した太秦映画村のように映像開発事業のノウハウを駆使し、単なる商業施設の集積にとどまらない『購買』『余暇行動』『情報』と多様化している消費者のニーズに応え得るユニークなコミュニティセンターの建設計画を決めた」などと述べ、仮称として「大泉学園コミュニティセンター」と発表した。概要として「東京撮影所の南側のオープン・セット用地をこれに充て、使用敷地面積5,500坪、建物面積延べ8,700坪、鉄筋コンクリート造・地下1階、地上3階塔屋1階、店舗面積5,900坪。このうち東映使用面積はサブテナントも含めて1,900坪。西友が4,000坪。売上高は年間840億円を目標とする。着工は1979年6月頃、竣工は1980年5月頃、開店は1980年6月頃を予定している…周辺及び、埼玉県南部を含む広範囲む名地域を対象とし、ファミリー客とともに独立行動のできる若者層を顧客としたい」などと説明した。他にも広範囲な地域からの余暇行動としての来訪を誘う備設、空間、例えばシネランド（メルヘンの世界・童話館、夢と冒険と笑いの世界・マンガ館)、映画、TVスクウェアなど多目的ホール、情報センター、公園などの設置、イベントの開催を多彩に盛り込んだコミュニティセンターとしての性格を強化したい等と述べた。東京撮影所の南側のオープン・セットというのは銀座の街を模したオープンセットのこと。
当時東映は横浜市伊勢佐木町の横浜東映会館1階に「バラエティショップ108」というコンビニエンスストアを開店させ、2号店を名古屋市に予定するなど、コンビニエンスストアの全国展開の構想もあったが、映画業界からは「映画会社がやる素人商法がどこまで通用するか」と揶揄された。先行例して日活がROCと提携して映画館で背広を売る商法が失敗していたため、東映の多角経営を不安視する見方もあった。

## 経過
対外的に発表されて以来、予想された通り、地元の東大泉商栄会が中心となって周辺20の商店会が「死活問題だ」と怒り、「西友二号店出店反対、全面白紙撤回」を要求する運動が巻き起こった。東大泉地区には駅北口に1967年西友一号店が出店しており(2006年閉店)、しかも1977年から四つのスーパーがオープンしていた背景があり、反対運動も強固なものになった。西友が40億円を投資するという話も広まり、「郊外型デパート」とも呼べる規模が大きな施設が予想されたことから、練馬区商店街連合会や議員も引き入れての総決起大会も開催された。「超党派でやる」などと鼻息も荒く、先行きはかなり厳しいとの見通しもあった。東映としても映画の撮影本数が激減していた状況があり、撮影所の再開発は不可欠で「練馬区内に人を呼ぶ」「吉祥寺や池袋との競合だ」「地元小売店との共存共栄を図る」などと商栄会の胸襟を開こうと躍起になった。計画は一時宙に浮いたが、練馬区地元商店街などと話し合いを重ね、西友が売り場面積を縮小することや、周辺の再開発に合わせてオープン時期を遅らせることなどでようやく協定が成立し、1980年3月、大店舗法に基づく東京商工会議所商業活動調整協議会（商調協、永野重雄会長）で諸調整の結果、オープンを1983年1月以降とするなどの内容で結審した。当初発表した開業予定より、ほぼ3年遅れることになった。
1982年11月26日、岡田東映社長、堤西友社長、竹中統一竹中工務店社長、坂倉竹之助坂倉建築研究所社長らが出席し、地鎮祭が行われた。建築面積2,664坪、総面積13,695坪、鉄筋コンクリート造・地下1階、地上5階、売り場面積は西友約10,600平方メートル、東映は初めて本格的に小売業に取り組んだ家庭用品専門店「OZ」が約6,300平方メートルなど、計17,500平方メートルと修正された。

## 開店時
東映が西友と共同で取り組んだだけに、"音と映像"をテーマとし、従来のショッピングセンターとは異なる個性を売りものにしていた。「単にモノを売るだけでなく、映画の村らしく、文化の香りも残したい」と東映の映画人の夢が反映された。東映製作の特撮テレビドラマや戦隊シリーズファンにはお馴染みの、店舗の外壁に円筒のガラスドームで覆った前面のシースルーエスカレーターは、内側からレーザー光線を当ててドーム全体を7色に浮かび上がらせる仕組み。パリポンピドゥー・センターに次いで世界二例目。また現在はアミューズメントやスポーツクラブがある場所には防音・防振構造の「スタジオR」があり、一般に貸すほか、作品の発表会などを行っていた。西友の創立20周年記念店としてオープン。年間売上高は西友と「OZ」を合わせて170億円を見込んでいた。

## エピソード
堤清二が連載を持っていた『サンデー毎日』の1984年7月15日号で佐久間良子をゲストに招き対談。佐久間は自宅から佐久間家の土地を通って東京撮影所に通ったという伝説があったため、堤が「佐久間さんとは縁があるんですよ。佐久間家の所有地の後に東映撮影所が建ったでしょう。今、その半分を借りて私どもの店をやってるんです。だから間接的に、こちらは店子なわけ(笑)」と話すと、佐久間が「いえ、地主だったのは私が産まれるずっと前で、まだ板橋区と練馬区が合併してたころですもの」と話した。

## 年表
- 1983年（昭和58年）
  - 4月23日 - 東映ショッピングセンタープラッツ大泉（西友オズ大泉店）開業[2]。
  - 4月29日 - 1日の来店者数が11万人を記録[2]。
- 1994年（平成6年）6月9日 - 西友「オズ大泉西武」店に店名変更。
- 1999年（平成11年）4月24日 - 現在の「リヴィンオズ大泉店」に店名変更。
- 2002年（平成14年）3月14日 - 西友がウォルマートの傘下入りする[23]。
- 2008年（平成20年）4月25日 - 西友がウォルマートの完全子会社となる。
- 2009年（平成21年）12月31日 - 西友コミュニティカレッジ大泉が終了。これに伴い無料シャトルバスも廃止。

## テナント
売場フロアは地下1階から地上5階までで、リヴィンオズ大泉店を核店舗として、そのほか専門店が出店する。5階はレストラン街である。過去にセゾングループに属していた、または西友が資本参加していた企業もテナント出店している。
- リブロ（4階）[24] - 西友オズ大泉店時代から出店。
- ユニクロ（4階）[24]
- ABCマート（4階）[24]
- QBハウス（4階）[24]
- カインズ（3階）[24]
- 無印良品（2階）[24]
- 銀座コージーコーナー（1階）[24]
- ドトールコーヒーショップ（1階）[24]
- 一口茶屋（地下1階）[6][24]

## 周辺
- 東映東京撮影所
- 東映アニメーション 大泉スタジオ・東映アニメーションミュージアム
- OZ STUDIO CITY（T・ジョイSEIBU大泉）

## 交通アクセス
- 西武バス「東映撮影所前」下車
  - 西武池袋線大泉学園駅北口から、西武バス（泉38系統、泉39系統・泉39-2系統）乗車3分。
  - 西武池袋線石神井公園駅北口から、西武バス（石01系統）乗車。